# ميدل سكول: ذا ورست يرز او ماي لايف
المدرسة المتوسطة:اسوأ سنين حياتي(بالإنجليزية:Middle School: The worst years of my life) هو فيلم كوميدي عائلي أمريكي عام 2016 من إخراج ستيف كار(steve carr) وكتابة كريس بومان وهابل بالمر(hubbel palmer) وكارا هولدن مقتبس من رواية من عام 2011 تحمل نفس الاسم لجيمس باترسون وكريس تيبتس نجوم الفيلم غريفين غلوك ، لورين غراهام ، روب ريجل ، إيزابيلا مونير ، ريتا ، توماس باربوسكا ، آندي دالي ، وآدم بالي.تدور احداث القصة حول طالب جديد في المدرسة يسعى لكسر العديد من القواعد المعقدة التي وضعها المدير المستبد
بدأ التصوير الفوتوغرافي في أتلانتا ، جورجيا ، واستمر من نوفمبر 2015 إلى يناير 2016. تم إصدار الفيلم بواسطة ليونزغيت إنترتينمنت في 7 أكتوبر 2016. وقد تلقى استقبالًا مختلطًا من النقاد ، وحقق 23 مليون دولار مقابل ميزانية 8.5 مليون دولار.

## القصة
يعيش الطالب المنتقل راف كاتشدورين في منزل من الطبقة المتوسطة مع والدته جولز ، وشقيقته الصغرى المتمردة جورجيا  وصديق جولز (كارل) الكسول الذي يكره الأطفال و الذي يُطلق عليه لقب الدب.
لدى راف خيال واسع اذ يقضي معظم وقته مستمتعا بموهبته الفنية (رسم قصص مصورة).  ينتقل راف إلى مدرسة جديدة تدعى هيلز فيليج ، لكنه تفاجئ  عندما اكتشف أن المدير دوايت ونائبته ستريكر قاسيان للغاية وأسوأ بكثير من المتنمرين.  بعد أن دمر دوايت كراسة رسم راف بإلقائها في دلو مليء بالحمض ، ابتكر راف وصديقه الخيالي ليو (شقيقه الأصغر الراحل الذي مات بسبب السرطان) فكرة لبدء «تمرد» هائل لمواجهة المدير دوايت و نائبته ستريكر ، بكسر كل قاعدة في كتاب القواعد.  أطلقوا العديد من المقالب على المدير دوايت وستريكر وطاقم المدرسة ، بما في ذلك وضع ملاحظات لاصقة في جميع أنحاء المدرسة ، وملء صالة المعلم بالكرات البلاستيكية ، وصبغ شعر المدير دوايت باللون الوردي ، وتحويل حقيبة تذكارات المدرسة إلى حوض للأسماك.  وأشار إلى هذه الخطة باسم «قواعد العملية ليست للجميع» أو R.A.F.E.
أثناء ذلك يوجد الكثير من المواقف الطريفة التي تحصل أثناء محاولات كشف المدير المسؤول عن الأعمال التخريبية الفضيعة كما يسميها

## الشخصيات
•غريفين غلوك: في دور راف كاتشدورين ، وهو طالب متوسطة يخالف القواعد ولكنه حسن النية ورسام كاريكاتير طموح يدرس في مدرسة هيلز فيليج الإعدادية.
•لورين جراهام: في دور جولي "جولز كاتشدورين ، والدة راف.
•روب ريجل بدور  كارل «بير»:  صديق جولز غير الناضج والذي يكره الأطفال والذي يحاول إرسال راف إلى المدرسة العسكرية ، ولكن ينتهي به الأمر بأن تتخلص منه جولز عندما ترى الحقيقية على أنه «احمق».
•توماس باربوسكا: بدور ليوناردو «ليو» كاتشدورين: أفضل صديق خيالي لراف وشقيقه الأصغر الحقيقي الراحل الذي مات بسبب السرطان.
•آندي دالي: بدور المدير دوايت ، المدير الصارم والمتسلط للغاية لمدرسة هيلز فيليدج المتوسطة
•آدم بالي: مثل السيد روبرت تيلر ،مدرس اللغة الإنجليزية الودود والمحب للمتعة والذي يكره دوايت وستريكر
•إيزابيلا ميرسيد: بدور جورجيا اخت راف الصغيرة الذكية
أصوات الرسوم المتحركة مقدمة من جيريمي كولهان وستيفن كيرين وتوم كيني ومايك ماتزدورف ومايكل رابابورت وجاكوب فارغاس.